# Лісонасіннева ділянка соснового лісу (заповідне урочище)
Лісонасінне́ва діля́нка сосно́вого лі́су — лісове заповідне урочище в Україні. Розташоване в межах Сарненського району Рівненської області, на південний захід від села Масевичі.
Площа 5 га. Статус присвоєно згідно з рішенням Рівненського облвиконкому від 22.11.1983 року № 343 (зі змінами рішення облвиконкому № 98 від 18.06.1991 року). Перебуває у віданні ДП «Рокитнівський лісгосп» (Масевицьке л-во, кв. 33, вид. 18, 32).
Статус присвоєно для збереження частини лісового масиву з насадженнями сосни як цінної насіннєвої бази.